# Planistromella nolinifoliorum
Planistromella nolinifoliorum är en svampart som beskrevs av A.W. Ramaley 1998. Planistromella nolinifoliorum ingår i släktet Planistromella och familjen Planistromellaceae.   Inga underarter finns listade i Catalogue of Life.